# Brad Jamieson
Brad Jamieson, född 16 mars 1978, är en australisk friidrottare. Han deltog vid olympiska sommarspelen 2000.